# برنهارد فون گازا
برنهارد فون گازا (انگلیسی: Bernhard von Gaza؛ ۶ مه ۱۸۸۱ – ۲۵ سپتامبر ۱۹۱۷) قایقران روئینگ اهل امپراتوری آلمان بود.
وی در مسابقات کشوری و بین‌المللی در مجموع برندهٔ ۲ مدال برنز شده‌است.